# Цытович, Александр Леопольдович
Алекса́ндр Леопо́льдович Цыто́вич (21 марта 1874 — не ранее 1931) — русский общественный деятель и политик, член III Государственной думы от Пензенской губернии.

## Биография
Православный. Из потомственных дворян. Землевладелец  Пензенского уезда той же губернии (1465 десятин при селе Пановка).
Окончил 1-ю Московскую гимназию и юридический факультет Санкт-Петербургского университета по 1-му разряду (1896). По окончании университета поступил вольноопределяющимся в лейб-гвардии Преображенский полк, в следующем году выдержал офицерский экзамен при Павловском и Николаевском военных училищах.
В 1901 году вышел в запас в чине поручика. Поселился в своем имении Пензенской губернии, где посвятил себя ведению хозяйства и общественной деятельности. Избирался гласным Пензенского уездного земства, почётным мировым судьей по Пензенскому уезду. С 1901 года состоял причисленным к Государственной канцелярии по отделению «дел административных». В 1905 году пострадал от аграрных беспорядков, его усадьба при селе Пановка была разгромлена.
В 1907 году был избран в члены III Государственной думы от съезда землевладельцев Пензенской губернии. Входил во фракцию умеренно-правых, с 3-й сессии — в русскую национальную фракцию. Состоял докладчиком и секретарем финансовой комиссии, докладчиком бюджетной и по государственной обороне комиссий, а также членом комиссий: бюджетной, по местному самоуправлению, о неприкосновенности личности, по переселенческому делу, об изменении законодательства о крестьянах, по государственной обороне.
После революции в эмиграции во Франции. К 1931 году жил в Ментоне.